# Supercoppa italiana 2008 (hockey su pista)
La Supercoppa italiana 2008 è stata la 4ª edizione dell'omonima competizione italiana di hockey su pista. Il torneo ha avuto luogo presso la Pista Armeni di Follonica il 6 settembre 2008.
Il trofeo è stato conquistato dal Follonica per la terza volta nella sua storia.

## Squadre partecipanti
| Club         | Qualificazione                                | Partecipazioni precedenti (il grassetto indica la vittoria) |
| ------------ | --------------------------------------------- | ----------------------------------------------------------- |
| Follonica    | Vincitore della Serie A1 e della Coppa Italia | 2005, 2006, 2007                                            |
| Amatori Lodi | Finalista della Coppa Italia                  | Esordiente                                                  |

## Risultati
| Follonica 6 settembre 2008                                       | Follonica | 2 – 1 (d.t.s.) | Amatori Lodi | Pista Armeni |
| \| \| \| \| \| S. Molina ?'??" \| Marcatori \| ?'??" A. Karam \| |           |                |              |              |
|                                                                  |           |                |              |              |
| S. Molina ?'??"                                                  | Marcatori | ?'??" A. Karam |              |              |

| Follonica        |  |                       |
|                  |  |                       |
| E                |  | Pierluigi Bresciani   |
| E                |  | Luigi Brunelli        |
| E                |  | Alessandro Bertolucci |
| E                |  | Mirko Bertolucci      |
| E                |  | Massimo Mariotti      |
| E                |  | Sebastain Molina      |
| E                |  | Mariano Velázquez     |
| P                |  | Andrea Tosi           |
| Allenatore:      |  |                       |
| Massimo Mariotti |  |                       |

| Amatori Lodi    |    |                   |
|                 |    |                   |
| E               | 3  | Riccardo Baffelli |
| E               | 5  | Roberto Crudeli   |
| E               | 6  | Franco Polverini  |
| E               | 8  | Alan Karam        |
| E               | 9  | Enea Monteforte   |
| E               | 11 | Matteo Morosini   |
| E               | 15 | Jesús Hernández   |
| E               | 16 | Mario Berto       |
| P               | 30 | Alberto Losi      |
| E               | 88 | Alessandro Folli  |
| P               | 90 | Enzo Potenzano    |
| Allenatore:     |    |                   |
| Roberto Crudeli |    |                   |